# 藥師峠信號場
藥師峠信號場（日语：／ Yakushitōge shingōjō */?）位於新潟縣十日町市犬伏，是北越急行北北線的號誌站。

## 車站構造
- 位於藥師峠隧道內，設置一主線與一待避線。

## 用途
- 作為列車交會的場所，待避時會進行車內驗票的工作。2015年3月14日起，由于特急列车“白鹰号”的服务结束，该信号站已停止使用。信号设备降级为普通闭塞信号使用。目前没有列车会在此处和其他列车交会。

## 歷史
- 1997年3月22日　北北線通車時設立。
- 2015年3月14日　由于特急“白鹰号”服务结束，该信号站已停止使用。
- 2024年11月　计划将拆除站内待避線轨道及转撒机等设备。

## 鄰近車站
北越急行
十日町 - 藥師峠信號場 - 松代